# Francisco de la Torre Prados
Ne doit pas être confondu avec Francisco de la Torre Díaz.
Pour les articles homonymes, voir La Torre.
Francisco Manuel de la Torre Prados, né le 21 décembre 1942 à Malaga, est un homme politique espagnol membre du Parti populaire.
Il est maire de Malaga depuis le 4 mai 2000.

## Biographie

### Vie privée
Francisco de la Torre nait le 21 décembre 1942 à Malaga, dans le quartier de la Victoire. Il réalise sa scolarité au collège du Mont et au collège des frères Maristas à Malaga.
Il est marié avec Rosa Francia et père de quatre enfants.

### Formation et vie professionnelle
En 1965, à l'âge de vingt-trois ans, il obtient une licence en sociologie à Madrid puis devient docteur en ingénierie agricole. Deux années plus tard, il devient spécialiste en développement régional après avoir étudié à l'université de Rennes.
Il commence sa carrière professionnelle en avril 1967 lorsqu'il intègre l'Institut national de la recherche agronomique en tant que directeur du département chargé de l'économie et de la sociologie agricole. Il quitte son poste en juin 1968 pour devenir assesseur de divers pays latino-américains en matière de réforme et développement agricole.

### Premiers pas en politique (1971-1982)
En juin 1969, il retourne à Malaga et devient membre de l'association amis de l'université de Malaga qui permit plus tard la fondation de l'université de Malaga. En 1971, à l'âge de vingt-huit ans, il est nommé président de la députation provinciale de Malaga. Cette nomination fut interprétée par la population locale comme un signe d'ouverture du régime franquiste. Libéral et défendant une Espagne pour tous, il est démis de ses fonctions en 1975.
De janvier 1976 à juin 1977, il revient à sa vocation originelle d'ingénieur agronome au sein de l'administration publique malaguène mais conserve un pied en politique en soutenant la réforme démocratique de Manuel Fraga puis en fondant le Parti social-démocrate andalou qui s'intègre par la suite à l'UCD, tout comme la fédération sociale-démocrate de Francisco Fernández Ordóñez.
Membre de l'UCD, il devient président du parti dans la province de Malaga puis secrétaire régional en Andalousie de 1979 à 1980. Il est élu député de 1977 à 1982 pour la circonscription de Malaga pendant deux législatures. Au Congrès des députés, il est membre de la commission du Budget et de la commission du Tourisme, de l'Agriculture, de la Pêche et de l'Alimentation.
Il devient conseiller à l'Économie, aux Finances et au Tourisme de la Junte pré-autonomique d'Andalousie alors présidée par le socialiste Plácido Fernández Viagas.
Il joue un rôle particulier lors du coup d'État du 23 février 1981 puisqu'il parvient à se saisir d'un poste de radio appartenant à un autre député et à écouter les informations en direct pour les transmettre au Gouvernement alors que les parlementaires sont maintenus enfermés dans l'hémicycle du Congrès,.

### Éloignement de la politique
À la dissolution de l'UCD en 1982, il reprend son poste de fonctionnaire ingénieur agricole de l'administration publique à la délégation de l'agriculture de Malaga. Il collabore dans les années 1980 avec Miquel Roca Junyent, Adolfo Suárez et l'association pour l'étude et le développement intégral de Malaga (AESDIMA). Il publie régulièrement des tribunes dans la presse locale demandant l'amélioration des infrastructures et l'arrivée du train à grande vitesse dans la ville andalouse.

### Rapprochement avec le PP

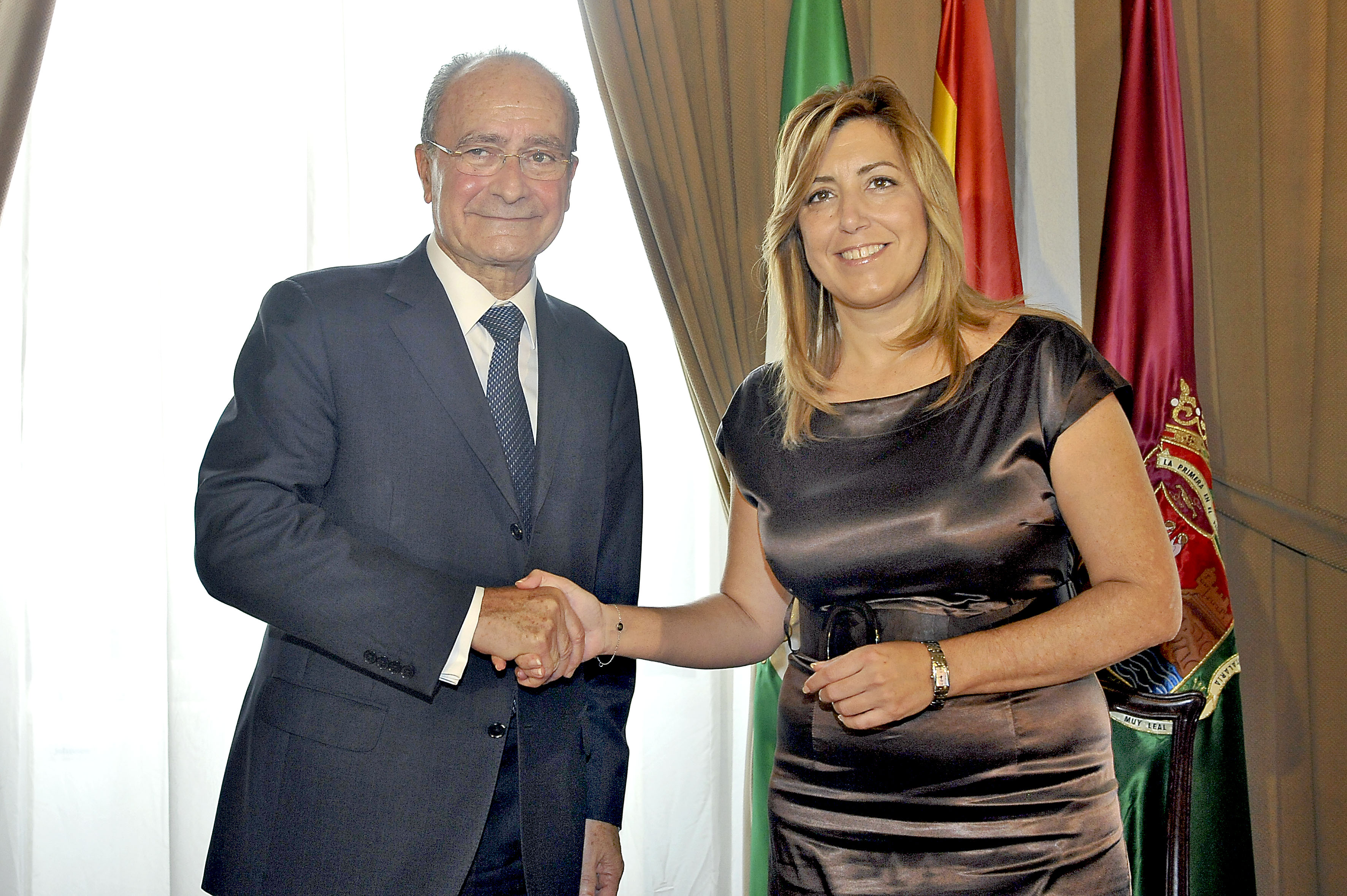
Francisco de la Torre et la présidente de la Junte d'Andalousie, en septembre 2013.

Il se rapproche du PP à l'occasion des élections andalouses de 1994. Il concourt l'année suivante comme indépendant sur les listes du PP lors des élections municipales. Élu conseiller, il est nommé adjoint au maire chargé de l'Urbanisme, du Logement, des Travaux, du Développement régional et des Transports par la maire conservatrice Celia Villalobos de 1995 à 2000.

### Maire de Málaga
Il postule à la mairie lorsque Villalobos devient ministre. Investi maire le 4 mai 2000, il fait face à l'assassinat de José María Martín Carpena, membre de son équipe, tué par l'organisation terroriste ETA.
Il est réélu maire en 2003, 2007 et 2011 obtenant à chaque fois une majorité absolue. Il est élu sénateur de 2011 à 2014 et préside la commission des Entités locales.
Il est à nouveau candidat lors des élections du 24 mai 2015. Sa liste termine première avec 36,47 % des voix et treize conseillers mais perd la majorité absolue qu'il détenait depuis 2003. Il est néanmoins élu maire de Malaga le 13 juin 2015 par 16 voix pour et 15 voix à d'autres candidats grâce à un accord avec Ciudadanos prévoyant une baisse des impôts et que de la Torre soit maire pendant toute la durée de la mandature. Il est réélu en 2019 grâce à un accord avec Ciudadanos. Enfin, lors des élections du 28 mai 2023, sa liste obtient une majorité absolue de 17 sièges sur 31.
Malaga s'est significativement transformée sous sa gestion en une vingtaine d'années en raison de grands investissements du Fonds européen de développement régional et d'une politique visant à attirer touristes et grandes entreprises étrangères dans la ville. Le tourisme s'est ainsi considérablement développé ; près de 40 % des logements du centre historique leur sont destinés, tandis que bars et restaurants remplacent les commerces. L'arrivée de nouveaux habitants travaillant pour de nombreuses entreprises nationales et internationales a permis d'élever de 14 % le salaire moyen entre 2017 et 2023 (qui reste toutefois inférieur à la moyenne espagnole). En conséquence cependant, le coût de la vie a fortement augmenté, obligeant de nombreux natifs à quitter le centre. Les loyers ont bondi de 31 % entre janvier 2022 et janvier 2023  – la plus forte hausse du pays – tandis que le nombre de biens à louer a chuté de 27 % au cours de la même période.
L’observatoire municipal d’environnement urbain de Malaga a alerté sur la « gentrification à grande échelle » de la ville. « L’augmentation continue des prix » des logements provoque « le déplacement d’une partie considérable de la population résidente vers l’aire métropolitaine de Malaga ».